# Anne Minter
Anne Minter (3 de abril de 1963) es una tenista profesional australiana retirada de la actividad, que compitió para su país natal en los juegos olímpicos de Seúl 1988.	Ganó cuatro títulos en sencillos en el WTA Tour. Alcanzó los cuartos de final del Abierto de Australia en 1988.
El 4 de julio de 1988 alcanzó su posición más alta en el ranking ATP, cuando se convirtió en la Nro. 23 del mundo. El 19 de marzo de 1990 escaló a la posición Nro. 68 en categoría dobles. 

## Finales de WTA

### Singles 7 (4–3)
| Leyenda     |   |
| Grand Slam  | 0 |
| WTA         | 0 |
| Tier I      | 0 |
| Tier II     | 0 |
| Tier III    | 0 |
| Tier IV & V | 2 |

| Resultado | No. | Fecha                    | Torneo                      | Superficie | Oponente         | Marcador      |
| Finalista | 1.  | 25 de septiembre de 1983 | Kansas, Estados Unidos      | Dura       | Elizabeth Sayers | 3–6, 1–6      |
| Finalista | 2.  | 3 de marzo de 1985       | Pensilvania, Estados Unidos | Dura       | Robin White      | 7–6, 2–6, 2–6 |
| Ganadora  | 3.  | 26 de abril de 1987      | Taipéi                      | Alfombra   | Claudia Porwik   | 6–4, 6–1      |
| Ganadora  | 4.  | 3 de mayo de 1987        | Singapur                    | Dura       | Barbara Gerken   | 6–4, 6–1      |
| Finalista | 5.  | 9 de agosto de 1987      | San Diego, Estados Unidos   | Dura       | Raffaella Reggi  | 0–6, 4–6      |
| Ganadora  | 6.  | 16 de octubre de 1988    | San Juan, Puerto Rico       | Dura       | Mercedes Paz     | 2–6, 6–4, 6–3 |
| Ganadora  | 7.  | 30 de abril de 1989      | Taipéi                      | Dura       | Cammy MacGregor  | 6–1, 4–6, 6–2 |

### Dobles 1 (1–0)
| Leyenda     |   |
| Grand Slam  | 0 |
| WTA         | 0 |
| Tier I      | 0 |
| Tier II     | 0 |
| Tier III    | 0 |
| Tier IV & V | 0 |

| Titles by Surface |   |
| Dura              | 1 |
| Tierra batida     | 0 |
| Césped            | 0 |
| Alfombra          | 0 |

| Resultado | No. | Fecha                   | Torneo               | Superficie | Compañera        | Rivales en la final       | Marcador final |
| Ganadora  | 1.  | 9 de septiembre de 1984 | Utah, Estados Unidos | Dura       | Elizabeth Minter | Heather Crowe Robin White | 6–1, 6–2       |

### Dobles mixto 1 (0–1)
| Leyenda     |   |
| Grand Slam  | 0 |
| WTA         | 0 |
| Tier I      | 0 |
| Tier II     | 0 |
| Tier III    | 0 |
| Tier IV & V | 0 |

| Titles by Surface |   |
| Dura              | 0 |
| Tierra batida     | 0 |
| Césped            | 0 |
| Alfombra          | 0 |

| Resultado | No. | Fecha               | Torneo  | Superficie    | Compañero     | Rivales                  | Marcador |
| Finalista | 1.  | 10 de junio de 1984 | Francia | Tierra batida | Laurie Warder | Dick Stockton Anne Smith | 2–6, 4–6 |